# Diócesis de Dindigul
La diócesis de Dindigul (en latín: Dioecesis Dindigulensis y en inglés: Roman Catholic Diocese of Dindigul) es una circunscripción eclesiástica de la Iglesia católica en India. Se trata de una diócesis latina, sufragánea de la arquidiócesis de Madurai. Desde el 11 de abril de 2016 su obispo es Thomas Paulsamy.

## Territorio y organización
La diócesis tiene 6267 km² y extiende su jurisdicción sobre los fieles católicos de rito latino residentes en el estado de Tamil Nadu en los tehsils de Dindigul, Vedasandur, Oddanchatram, Palani y Natham y las parroquias de las villas de Natham, Kamalapuram, Sinnalapatty, Athur, Karisalpatty y Vannampatty del distrito de Dindigul.
La sede de la diócesis se encuentra en la ciudad de Dindigul, en donde se halla la Catedral de San José.
En 2021 en la diócesis existían 51 parroquias.

## Historia
La diócesis fue erigida el 23 de octubre de 2003 con la bula Petitum est nuper del papa Juan Pablo II, obteniendo el territorio de la diócesis de Tiruchirapalli y de la arquidiócesis de Madurai.

## Estadísticas
Según el Anuario Pontificio 2022 la diócesis tenía a fines de 2021 un total de 151 476 fieles bautizados.
| Año                                                                             | Población            | Población | Población      | Sacerdotes | Sacerdotes    | Sacerdotes    | Bautizados por sacerdote | Diáconos permanentes | Religiosos | Religiosos | Parroquias |
| Año                                                                             | Bautizados católicos | Total     | % de católicos | Total      | Clero secular | Clero regular | Bautizados por sacerdote | Diáconos permanentes | Varones    | Mujeres    | Parroquias |
| ------------------------------------------------------------------------------- | -------------------- | --------- | -------------- | ---------- | ------------- | ------------- | ------------------------ | -------------------- | ---------- | ---------- | ---------- |
| 2003                                                                            | 148 000              | 1 156 194 | 12.8           | 133        | 51            | 82            | 1112                     |                      | 96         | 246        | 33         |
| 2004                                                                            | 105 000              | 1 165 194 | 9.0            | 110        | 54            | 56            | 954                      |                      | 134        | 268        | 37         |
| 2006                                                                            | 106 000              | 1 178 000 | 9.0            | 107        | 50            | 57            | 990                      |                      | 141        | 283        | 39         |
| 2013                                                                            | 145 213              | 2 068 000 | 7.0            | 151        | 54            | 97            | 961                      |                      | 149        | 365        | 55         |
| 2016                                                                            | 147 000              | 2 506 990 | 5.9            | 155        | 56            | 99            | 948                      |                      | 152        | 368        | 49         |
| 2019                                                                            | 149 170              | 2 586 070 | 5.8            | 161        | 62            | 99            | 926                      |                      | 165        | 392        | 51         |
| 2021                                                                            | 151 476              | 2 182 178 | 6.9            | 193        | 66            | 127           | 784                      |                      | 288        | 418        | 51         |
| Fuente: Catholic-Hierarchy, que a su vez toma los datos del Anuario Pontificio. |                      |           |                |            |               |               |                          |                      |            |            |            |

## Episcopologio
- Antony Pappusamy (23 de octubre de 2003-26 de julio de 2014 nombrado arzobispo de Madurai)
- Thomas Paulsamy, desde el 11 de abril de 2016